# Гальван, Игнасио
Игнасио Гальван (исп. Ignacio Galván; род. 6 сентября 2002, Буэнос-Айрес) — аргентинский футболист, защитник клуба «Расинг».

## Биография
Гальван — воспитанник клубов «Ковер де Альмагро» и «Расинг». 5 июня 2021 года в матче против «Колон» он дебютировал в аргентинской Примере.